# 한국의 오페라
문화 교류와 보급과 함께 오페라는 20세기 초에 한국에 도입되었다. 최근 몇 년 동안 한국은 국제 오페라 시장과 동조하며 런던 웨스트엔드와 브로드웨이의 인기 작품들을 선보였다. 많은 일류 극장과 프로덕션에서 많은 오페라 가수를 양성했다. 최근 해외 제작진으로부터 재능을 인정받은 배우들도 국제 무대에 진출하기 시작했다.

## 역사
한국 오페라의 기원은 한국이 서양 문화를 도입하기 시작하고 오페라가 그 일부가 된 20세기 초로 거슬러 올라간다. 한국에서 오페라의 발전은 도입, 현지화, 번영 단계를 포함한 여러 단계를 거쳤다.

### 도입 단계
오페라는 1948년 1월에 처음으로 한국에 소개되었으며, 서울 중심부에 위치한 시공관 극장(현재의 명동 극장)에서 베르디의 "라 트라비아타" (한국명 "천희")를 한국어로 제작했다. 한국의 오페라 공연은 주로 "투란도트"와 "라 보엠"과 같은 고전 작품을 유럽과 미국에서 수입했다.

### 현지화 단계
현지화 단계에서 한국은 전통 한국 음악 요소를 접목한 오페라 작품을 현지 관객의 취향에 맞는 작품으로 만들기 시작했다. 1950년 "춘향뎐"에서 한국인들이 국제 오페라 전통을 처음 받아들였을 때는 자신의 이야기를 선택했다. 작곡가 'Hyun Ji-Myung'은 서양식 음악과 오케스트라를 작곡하고 오페라 공연을 직접 지휘했다. 주제를 제외하고는 모든 것이 국제적이라고 할 수 있다. 물론 의상과 세트는 한국적이다.

### 번영 단계
한국 오페라 관객들은 "카르멘", "라 트라비아타", "라 보엠"을 선호하지만 정부는 전략을 바꾸고 오리지널 오페라를 홍보하고 있다. 독립적인 오리지널 오페라 제작 계획까지 세웠다. 이제 많은 젊은 작곡가와 시나리오 작가들이 문화체육관광부의 지원을 받아 대규모 프로덕션을 기획하고 있다. 점점 더 많은 한국인들이 오페라를 즐기고 오페라 공연을 관람하고 참여할 수 있는 기회를 갖기 시작했다.

## 공연 스타일

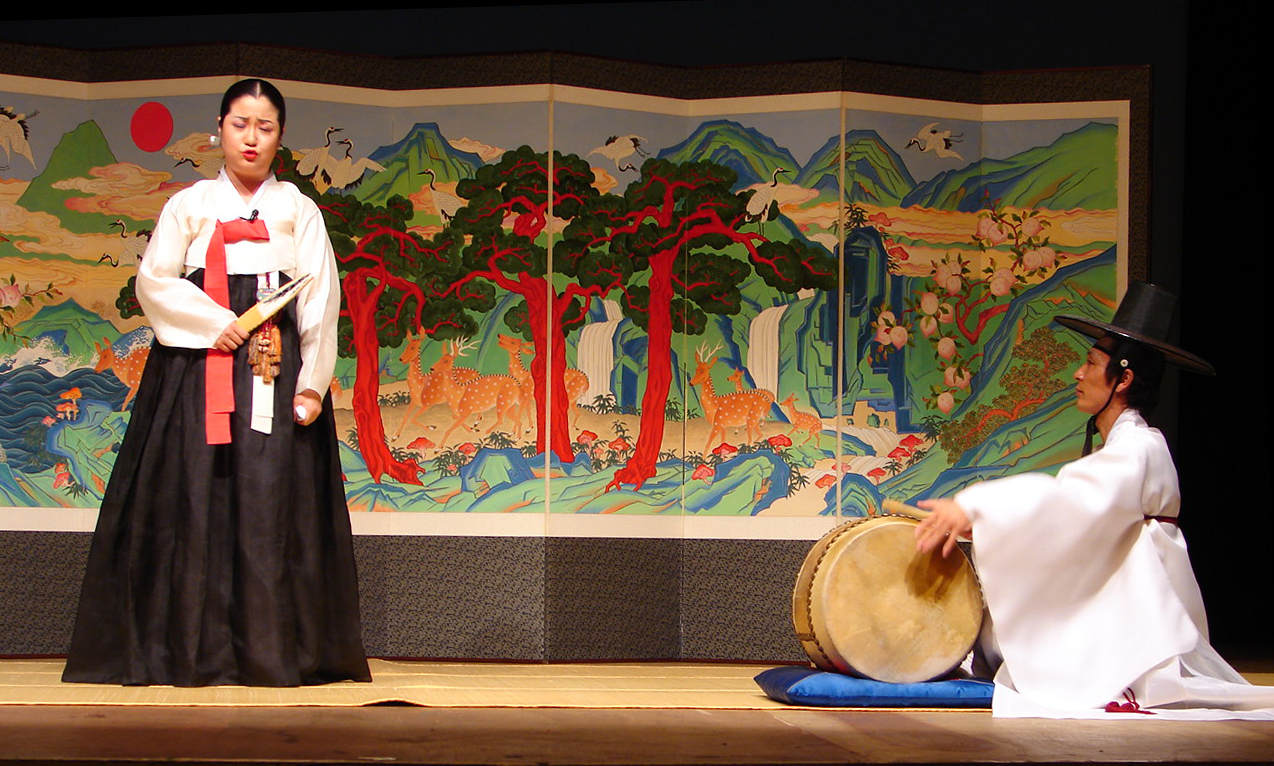
판소리 공연

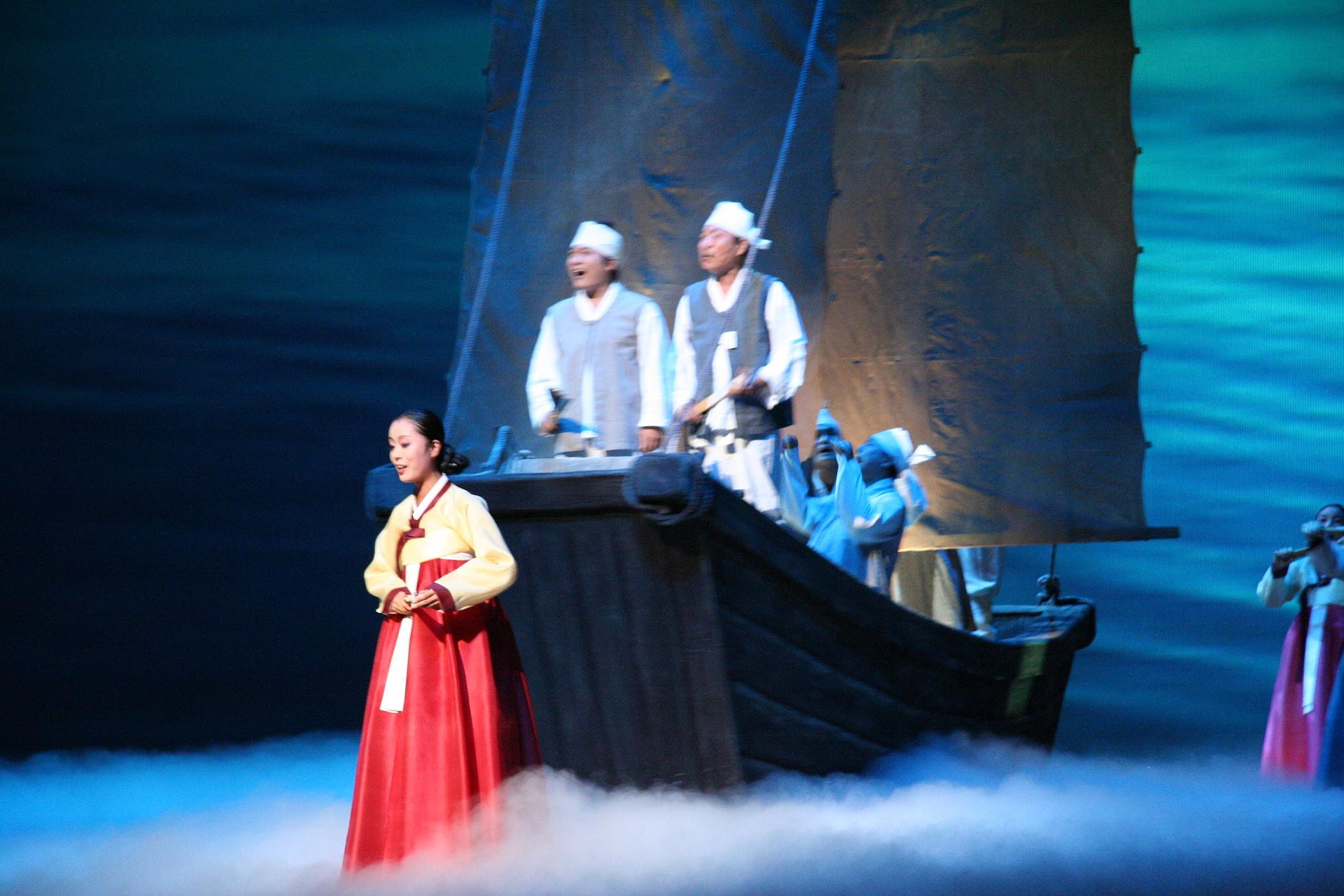
창극 공연

두 가지 무대 장르가 있으며, 두 장르 모두 현지에서는 '오페라'라고도 한다. 그 중 하나는 판소리라고 불리는 매우 오래되고 전통적인 장르이다. 그리고 거의 100년 전의 또 다른 장르는 창극이라고 불린다. 창극은 판소리 스토리텔링에서 발전한 노래극의 한 형태이다. '창'은 '노래'를, '극'은 '드라마'를 의미한다. 그래서 바그너와 같은 '음악극'이라고 할 수 있다. 판소리는 한국 전통 민속 랩 예술 중 하나로 선율이 섬세하고 슬프며 목소리가 허스키하고 깊고 한국의 민족 정신과 문화적 신념이 가득하다. 판소리는 앉아서 부르는 북, 서서 부르는 노래, 말하면서 부르는 노래, 주로 노래하는 공연이다. 1964년 대한민국 정부는 판소리를 중요무형문화재 제5호로 지정했다.2003년 유네스코는 판소리를 인류 구전 및 무형문화유산 대표목록에 등재했다.